# Halopteris peculiaris
Halopteris peculiaris är en nässeldjursart som först beskrevs av Chantal Billard 1913.  Halopteris peculiaris ingår i släktet Halopteris och familjen Halopterididae. Inga underarter finns listade i Catalogue of Life.